# فهمي عمر
فهمي عمر (6 مارس 1928 -) هو إذاعي مصري، ورئيس الإذاعة المصرية سابقاً، لقب بشيخ الإذاعيين، قدم 37 عامًا من العمل بالإذاعة، تدرج خلالها في المناصب وترك بصمة لا تنسى بها، قدم منها برنامج ساعة لقلبك الذي كان له فضل تألق مشاهير نجوم الكوميديا في مصر.

## حياته ونشأته
فهمي عمر همام بن يوسف بن أحمد بن محمد بن همام بن أبو صبيح سيبة ويمتد سلسال القبيلة إلى الحسين بن على، حفيد النبي محمد، ولد في محافظة قنا قرية الرئيسية بمركز نجع حمادي في 6 مارس سنة 1928، درس بمدرسة ابتدائية بمدينة دشنا، وكان يذهب إليها بمركب نيلية، قاطعا مسافة عشرين كيلومتر للوصول إلى المدرسة، بسبب عدم وجود مدرسة بقريته،
حصل على الشهادة الإبتدائية سنة 1940، كما حصل علي الشهادة الثانوية بمدرسته بمحافظة قنا، سعيًا بالالتحاق بكلية الطب أو المعهد العالي للكيمياء الصناعية، التحق بعدها بكلية الحقوق في جامعة الإسكندرية، تخرج فيها وحصل على درجة الإجازة العالية سنة 1949، ولذلك بسبب رغبة أسرته في التحاقه بسلك النيابة العامة ومنها يترقى ليصبح قاضيًا، حاول بعدها الالتحاق بسلك النيابة العامة، لكن لم يحالفه الحظ.

## مسيرته
بعد تخرجه بعام واحد، تقدم لاختبارات الإذاعة المصرية، والتحق بوظيفة مذيع خارج الميكرفون عام 1950، بسبب لهجته الصعيدية، وفى تلك الفترة التي استمرت خمس عشرة شهرًا، فرصة للتعرف على كبار المثقفين وقادة الرأي وقتها، فكان يلتقي بالمتحدثين من كبار الكتَّاب والمفكرين قبل دخول الاستديو، فتعرف على عباس محمود العقاد وسليمان نجيب ومحمد فريد أبو حديد وفكري أباظة وزوزو نبيل وسميحة أيوب وشهرزاد ولور دكاش وغيرهم.

### بداية
خرج الصوت الإذاعي للنور وهو يردد عبارته الشهيرة «هنا القاهرة» سنة 1951، التي تعيش في الوجدان حتى يومنًا هذا، ظل فهمي عمر يعمل بالإذاعة ويتعلم الفنون الإذاعية على مر سنينه حتى تمكن من جميع الفنون الإذاعية وأصبح يجري عمله على نسق من الدقة وحسن الأداء، فحقق بنجاحه ودقته الكثير من الشهرة ما جعلته يطوف أغلب بلدان العالم.

### ثورة يوليو
كان فهمي أول إعلامي يعرف بثورة يوليو سنة 1952، ففي صباح 23 يوليو، فتح فهمي، ميكرفون الإذاعة لمحمد أنور السادات، ليلقي بيان الثورة الأول، ومنذ ذلك الحين تعرف على السادات، الذي لقبه بلقب المذيع الصعيدي، التصق اللقب بفهمي، حتى صار جزءا منه بعدما كتب عنه جليل البنداري في مجلة «آخر ساعة».

## مسيرته المهنية
- شهدت الإذاعة المصرية العديد من البرامج التي قدمها فهمي، ومنها البرنامج الأشهر ساعة لقلبك، الذي كان له فضل تألق مشاهير نجوم الكوميديا في مصر.

- عام 1954، وهو البرامج الرياضية، ولم تغلب «زملكاويته» فهو مؤسس وصاحب أول تعليق وتحليل لمباريات الدوري المصري والمؤسس الحقيقي لإذاعة الشباب والرياضة.[10]
- خلال مسيرته الإذاعية قام بتغطية كبرى الأحداث الرياضية ومنها: «دورة ألعاب البحر المتوسط» التي نظمتها برشلونة سنة 1955، وكذلك تغطية 6 دورات أوليمبية من روما بين سنة 1960 إلى لوس أنجلوس سنة 1984.
- قدم ثلاث حفلات لنجمة الغناء العربى أم كلثوم.
- قدم برنامج مجلة الهواء أحد أشهر البرامج الإذاعية.
- رئيس الإذاعة المصرية السابق (بين عامي 1982 و1988).[11]
- بلغ سن التقاعد في 5 مارس 1988، وودع مبنى الإذاعة والتليفزيون بعد سبع وثلاثين عامًا من العمل، تدرج خلالها في المناصب وترك بصمة لا تنسى في الإذاعة المصرية.
- ترشح لعضوية مجلس الشعب في 1987، وظل نائبًا بالبرلمان حتى 2002.
- وكيل شرفيًا للنادي الزمالك.
- عضو بمجلس إدارة نادي الزمالك.[12]

## أعماله
شارك في أعمال سينمائية من ضمنها:

### أفلام
- معجزة السماء (1956).
- الله معنا (1955).
- كهرمان (1958).